# Fra Forsøgslaboratoriets Arbejdsmark
Fra Forsøgslaboratoriets Arbejdsmark er en dansk dokumentarfilm fra 1941 med instruktion og manuskript af H. Wenzel Eskedal.

## Handling
Forsøg med kvæg: respirationsforsøg, forsøg med opdræt, kontrol af vægt og størrelse på kalve, forsøg med fodring. Mange steder: Trollesminde, Centralgården i Store Vildmose, Wedellsborg, Sanderumgård, Stensbygård, Brattingsborg.